# Pseudosasa
Pseudosasa je rod rostlin patřící do čeledě lipnicovité (Poaceae).

## Vybrané druhy
- Pseudosasa amabilis
- Pseudosasa cantori
- Pseudosasa japonica
- Pseudosasa longiligula
- Pseudosasa owatarii
- Pseudosasa usawai
- Pseudosasa viridula

## Použití
Dřevinu Pseudosasa japonica lze použít v ČR jako okrasnou rostlinu. Má sbírkový význam.